# Добрянський Роман
о. Роман Добрянський (1 квітня 1908, містечко Чернелиця, Галичина — 20 червня 2002, Вінніпеґ, Канада) — український релігійний і громадський діяч, священник УГКЦ.

## Життєпис
Народився 1 квітня 1908 року в містечку Чернелиці.
Закінчив ліцей та духовну семінарію в Станиславові (1932 р.). Висвячений 14 травня 1932 р. Станиславівським єпископом-помічником Іваном Лятишевським. По свяченнях працював катехитом у Чорткові (1932—1935 рр.). У 1935—1944 роках — парох (УГКЦ) Заліщиків та Добрівлян; організатор дитячих садків у Заліщицькому повіті, ініціятор спорудження церкви у Добрівлянах (1943 р.). 1944 року емігрував до Австрії, де був головою Братства св. Андрія українських біженців. 1948 року виїхав до Канади. Був священником в Алвена (провінція Саскачеван, 1948—1951 рр.) і Селкірку (провінція Манітоба, 1951—1957 рр.), а від 1957 р. — у Вінніпеґу.
За сприяння та матеріальної допомоги о. Романа Добрянського було збудовано церкви для української громади у містах Сокаль, Іст Селкірк, Вест Селкірк, Вінніпеґ; було засновано Український парк. 1991 року приїжджав до Заліщиків та Добрівлян, подарував церкві у Заліщиках посрібнений фелон, у Добрівлянах — позолочену чашу.